# Vince Aso
Pour les articles homonymes, voir Aso.

a Compétitions nationales et continentales officielles uniquement.

b Matchs officiels uniquement.
Dernière mise à jour le 14 janvier 2022.
Vincent Tavae-Aso, dit Vince Aso (né le 5 janvier 1995 à Auckland) est un joueur de rugby à XV néo-zélandais évoluant au poste de centre ou d'ailier. Il évolue avec le club des Saitama Wild Knights en League One depuis 2022.
En 2013, il fait ses débuts professionnels avec Auckland en National Provincial Championship, puis en 2015 avec les Hurricanes en Super Rugby.

## Biographie
Né en Nouvelle-Zélande dans la ville d'Auckland le 5 janvier 1995, Vince Aso est le cousin des frères Ioane, Rieko et Akira qui évoluent avec la franchise des Blues et la province d'Auckland. Il étudie dans l'école catholique de St Peter's College à Auckland où il joue au rugby puis à l'université Victoria de Wellington.

## Carrière
Vince Aso fait ses débuts en National Provincial Championship (NPC) en 2013 à l'âge de 18 ans, avec la province d'Auckland, le 18 août contre North Harbour (victoire 27-20). Lors de cette saison, il joue sept matches, pour trois titularisations, et il inscrit quatre essais.
La saison suivante, il intègre l'équipe junior de la Nouvelle-Zélande, les Baby Blacks, pour disputer le championnat du monde junior, se disputant à domicile. Les Néo-Zélandais terminent à la troisième place de la compétition. Lors de la saison de NPC, Vince Aso voit son temps de jeu diminuer, disputant trois matches pour un essai inscrit.
Il est cependant intégré dans l'effectif de la franchise des Hurricanes en vue de la saison 2015 de Super Rugby. Il ne dispute cependant aucun match avec sa nouvelle franchise au cours de la saison. Il dispute de nouveau le championnat du monde junior, cette fois-ci remporté par la Nouvelle-Zélande aux dépens de l'Angleterre (21-16). En NPC, Vince Aso et son équipe parviennent à se qualifier pour la finale face à Canterbury, mais ne parviennent pas à remporter le match (23-25).
Vince Aso parvient à s'imposer chez les Hurricanes au cours de la saison 2016, profitant des départs des internationaux Conrad Smith et Ma'a Nonu. Il dispute 16 rencontres pour 11 titularisations et remporte le titre en battant en finale les Lions (20-3), match qu'il débute en tant que remplaçant. En NPC, il forme avec son cousin Rieko la paire de centre d'Auckland.
En 2018, il remporte pour la première fois le NPC avec sa province d'Auckland, après une finale remportée au bout des prolongations contre Canterbury.
En 2021, il décide de quitter la Nouvelle-Zélande pour le Japon, et rejoint les Saitama Wild Knights en League One.

## Palmarès
- Champion du monde junior en 2015
- Vainqueur du Super Rugby en 2016
- Vainqueur du National Provincial Championship en 2018.